# サーペンタインベルト

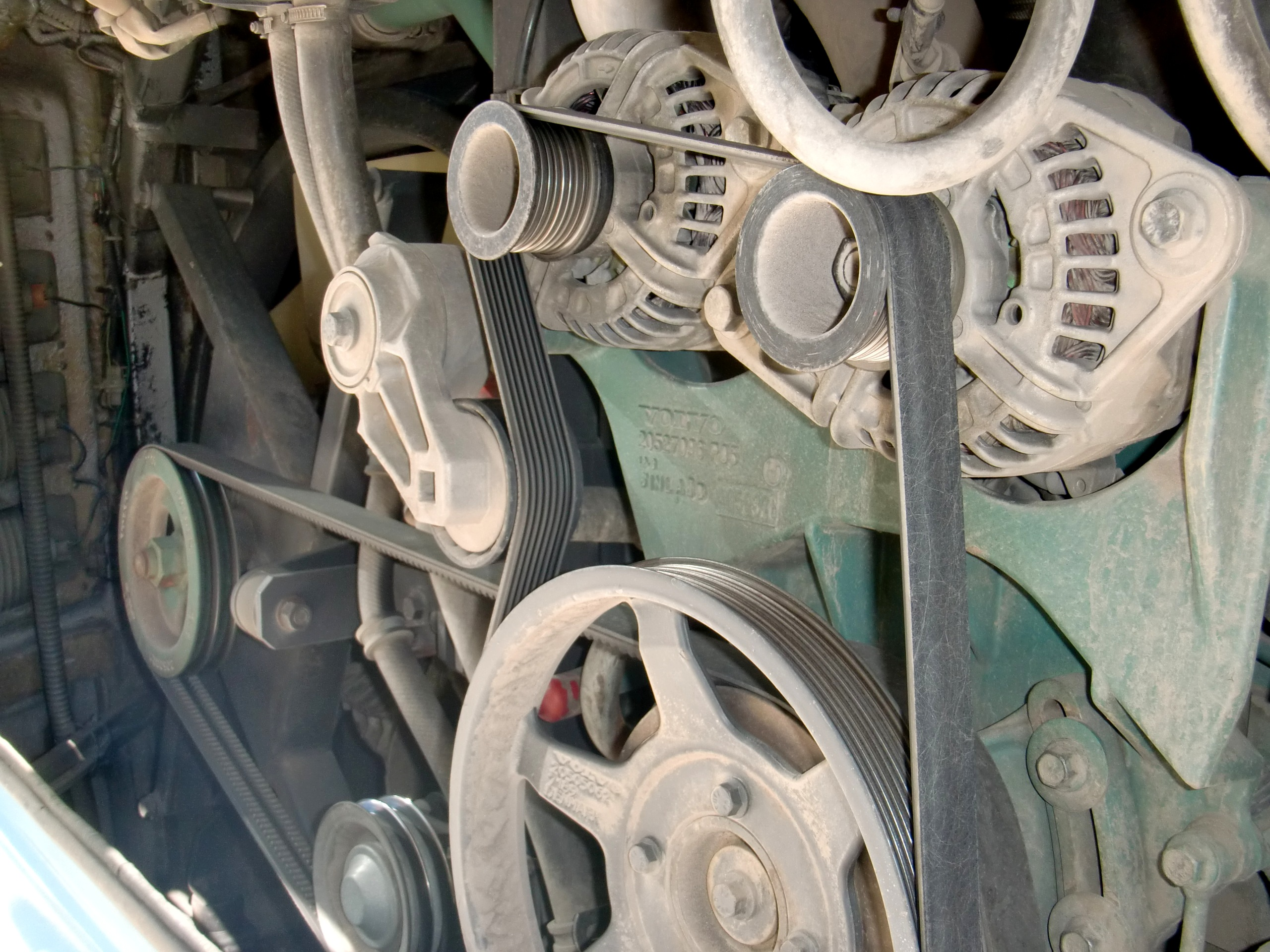
バスのエンジンのサーペンタインベルト（前）と二重Vベルト（後ろ）

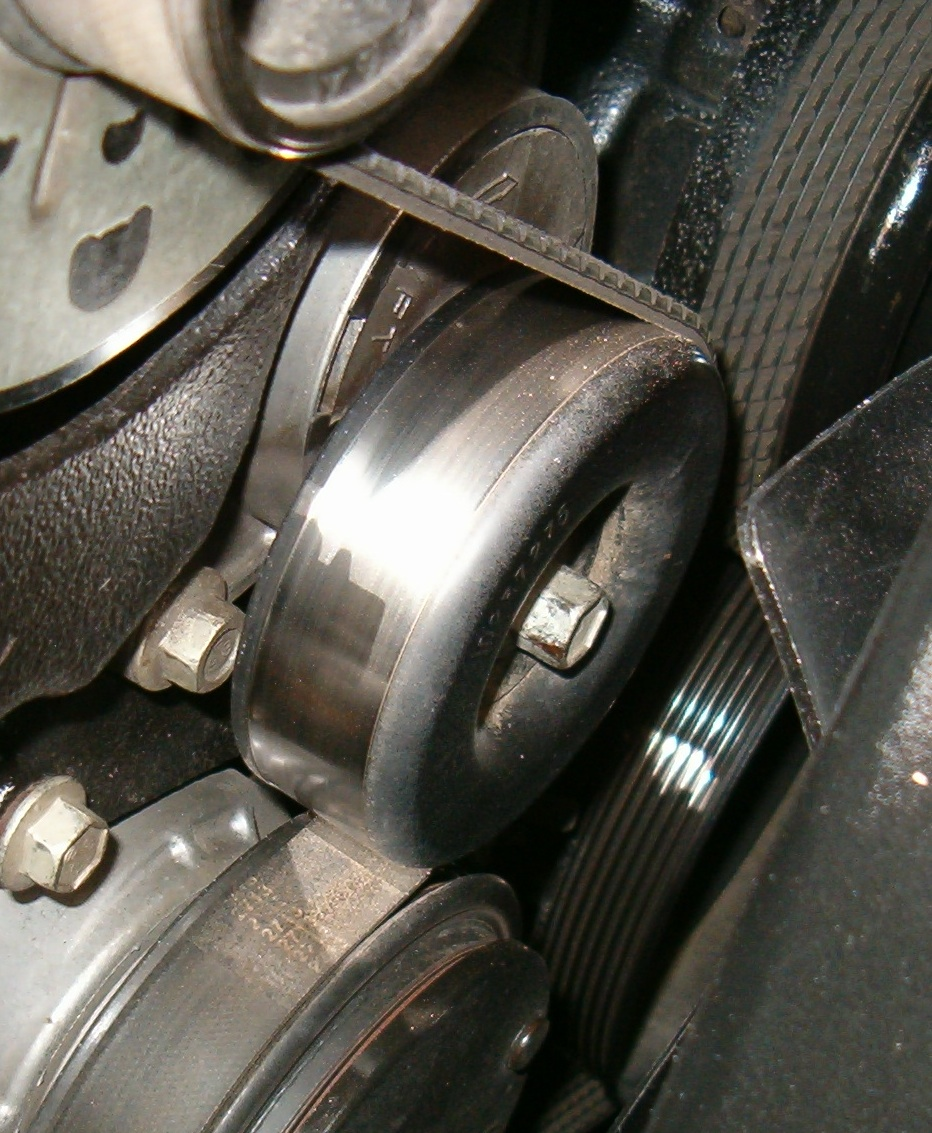
ベルトテンショナーがサーペンタインベルトの裏面に対して圧力を与える。

サーペンタインベルト（英語: serpentine belt）は、自動車エンジンにおいて、オルタネータ、パワーステアリングポンプ、送水ポンプ、空調用コンプレッサ、空気ポンプといった複数の周辺装置（補機）を駆動するために使われる、単一のつながったベルトである。ベルトは遊び車（アイドラープーリー、またはアイドラーホイール）とベルトテンショナーの両方、またはいずれか一方によってプーリーとの接触面積を増し、向きを変えつつ導かれる。
すべりを防ぐために十分大きな全巻き角を持つ4つ以上のプーリーをサーペンタインベルトが通過することができるように、ベルトの裏面に対して圧力をかける遊び車が使われ、これによってベルトは蛇行形状を持つようになる。これが名称のサーペンタイン（serpentineは英語で「ヘビのような」の意）の由来である。複数の負荷によって必要とされる合力を伝達するのに十分な強さを維持しながら、この二方向性屈曲に対応するため、サーペンタインベルトはほぼ常に複数のリブ（リブ）構造を持つ。

## 変種
一部のエンジン設計では、ベルトの「裏」（滑らかな側）がいくつかの補機類を駆動することがある。これは通常、より小さなトルクしか必要としない、あるいは巻き掛けの角度が大きな位置にある構成部品に限定される。こういった補機類は「正常」なプーリーに対して逆回転する。車両の中には2本のサーペンタインベルトを使用するものがある。例えば、マニュアルトランスアクスルが搭載されたフォード・トーラスSHO、1995年–1999年式DOHC日産・マキシマ、スーパーチャージャー版GM 3800エンジンを使用する車両、多くのBMW車などである。

## 長所
より旧式のベルトシステムよりも伝達効率が高く、重ねた数個のプーリーで数本のVベルトを駆動するよりもエンジンルーム内で占める空間も小さい。複数の細いベルトではなく一本の幅広のベルトを使うことによって、ベルトを伸ばすことなく、より高い張力でベルトを掛けることができる。より高い張力では滑りが減り、それによってベルトの寿命が延びて、機械効率が上がる。滑りの低減によってより低いプーリー比のプーリーの使用が可能となる。これによってエンジンへの負荷が低減され、燃費と利用可能な出力が増大する。Vベルトは（高回転あるいはベルトが伸びた時の両方またはいずれか一方の時に）プーリー溝において「ひっくり返る」傾向があるが、サーペンタインベルトにはない。また、ベルトを一本を交換するために複数のベルトを外さなくてよいため、サーペンタインベルトの方が整備や交換がかなり容易である。しかし、より新しい可変長Vベルト（「リンクベルト」）は他のベルトを外すことなく装着可能であり、そのリンク構造の自己引っ張り特性のためひっくり返るリスクも低減している。

## 短所
サーペンタインベルトの欠点は、ベルトが破断あるいはゆるくなった時に、車両が即座に複数の重大な機能を失ってしまうことである。ウォーターポンプ、パワーステアリングポンプ、オルタネータが機能を停止してしまう。エンジン冷却機能を損失することによって車両がただちに使用不可能になる。ベルトは通常、差し迫った不具合に対する十分な視覚的警告を出す。
さらに、単一の構成要素（パワーステアリングポンプや空調用コンプレッサなど）の機能の喪失は全補機駆動の不具合を引き起こす。